# Leichtathletik-Europameisterschaften 2022/Diskuswurf der Frauen

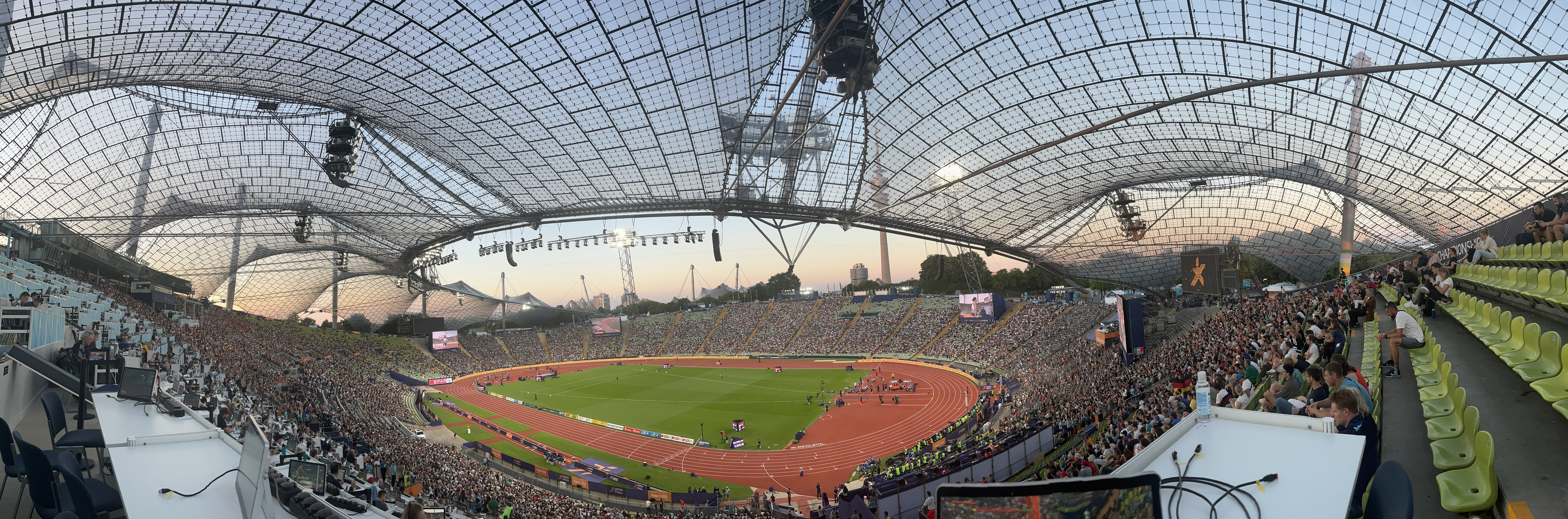
Das Olympiastadion in München während der Europameisterschaften 2022

Der Diskuswurf der Frauen bei den Leichtathletik-Europameisterschaften 2022 wurde am 15. und 16. August 2022 im Olympiastadion der deutschen Stadt München ausgetragen.
Mit Silber und Bronze errangen die deutschen Diskuswerferinnen in diesem Wettbewerb zwei Medaillen. Ihren sechsten Titel als Europameisterin in Folge gewann die zweifache Olympiasiegerin (2012/2016) und zweifache Weltmeisterin (2013/2017) Sandra Perković aus Kroatien.
Silber ging an die  Olympiazweite von 2021 Kristin Pudenz.
Bronze sicherte sich Claudine Vita.

## Bestehende Rekorde
| Weltrekord           | 76,80 m | Gabriele Reinsch | Neubrandenburg, DDR (heute Deutschland) | 7. Juli 1988    |
| Europarekord         | 76,80 m | Gabriele Reinsch | Neubrandenburg, DDR (heute Deutschland) | 7. Juli 1988    |
| Meisterschaftsrekord | 71,36 m | Diana Gansky     | EM Stuttgart, BR Deutschland            | 28. August 1986 |

Der bereits seit 1986 bestehende EM-Rekord geriet auch bei diesen Europameisterschaften nicht in Gefahr. Die größte Weite erzielte die kroatische Europameisterin Sandra Perković im Finale mit 67,95 m, womit sie 3,41 m unter dem Rekord blieb. Zum Welt- und Europarekord fehlten ihr 8,85 m. Allerdings muss bei diesen Weitenunterschieden auch im Blick bleiben, dass die bestehenden Rekorde aus einer Zeit stammen, in der die Dopingkontrollen längst nicht auf dem Niveau lagen wie im Jahr 2022.

## Legende
Kurze Übersicht zur Bedeutung der Symbolik – so üblicherweise auch in sonstigen Veröffentlichungen verwendet:
| – | verzichtet |
| x | ungültig   |

## Qualifikation
25 Teilnehmerinnen traten in zwei Gruppen zur Qualifikationsrunde an. Vier von ihnen (hellblau unterlegt) übertrafen die Qualifikationsweite für den direkten Finaleinzug von 63,50 m. Damit war die Mindestzahl von zwölf Finalteilnehmerinnen nicht erreicht. Das Finalfeld wurde mit den acht nächstplatzierten Sportlerinnen (hellgrün unterlegt) auf zwölf Werferinnen aufgefüllt. So reichten für die Finalteilnahme schließlich 57,04 m.

### Gruppe A

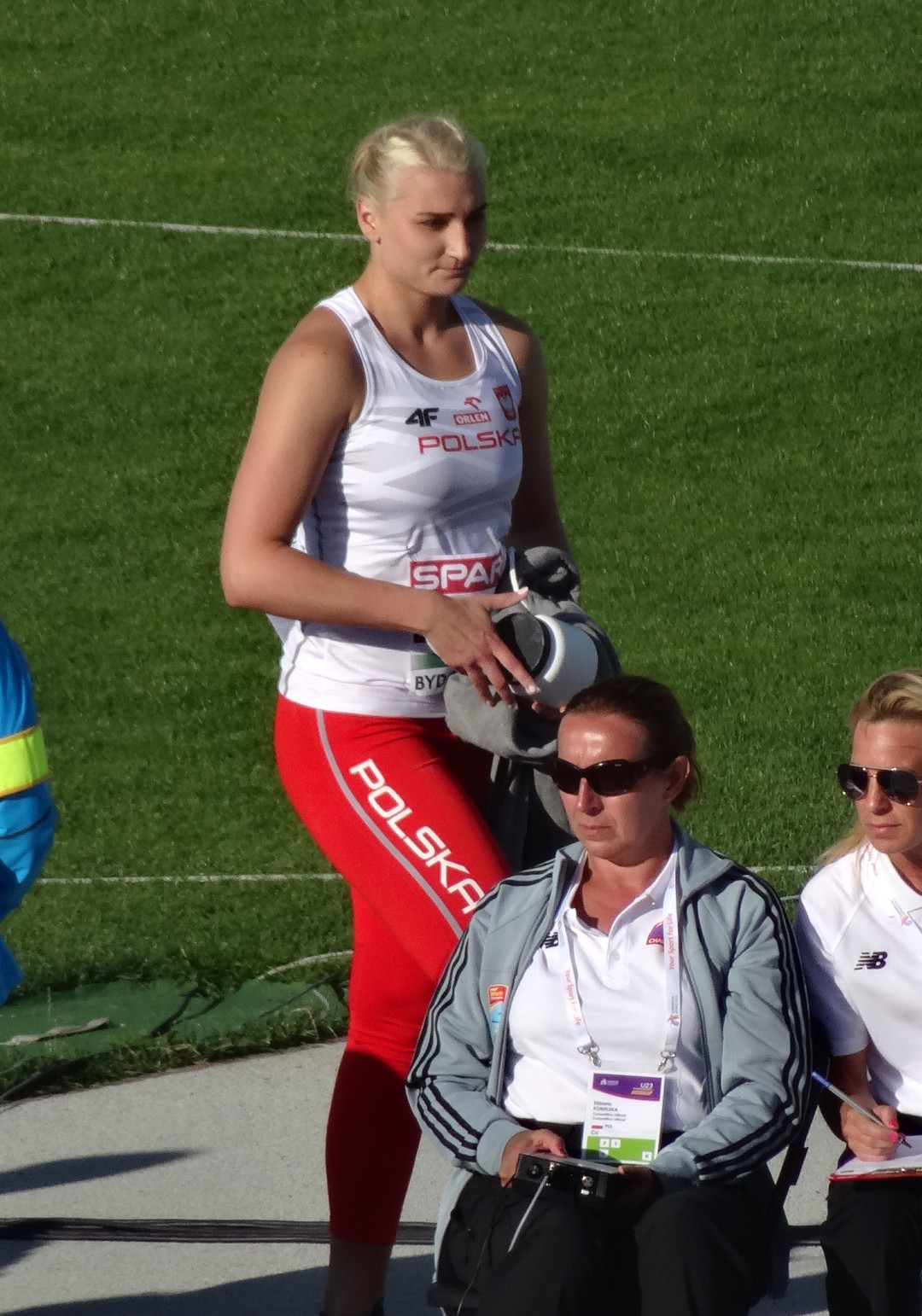
Daria Zabawska – ausgeschieden mit 56,54 m
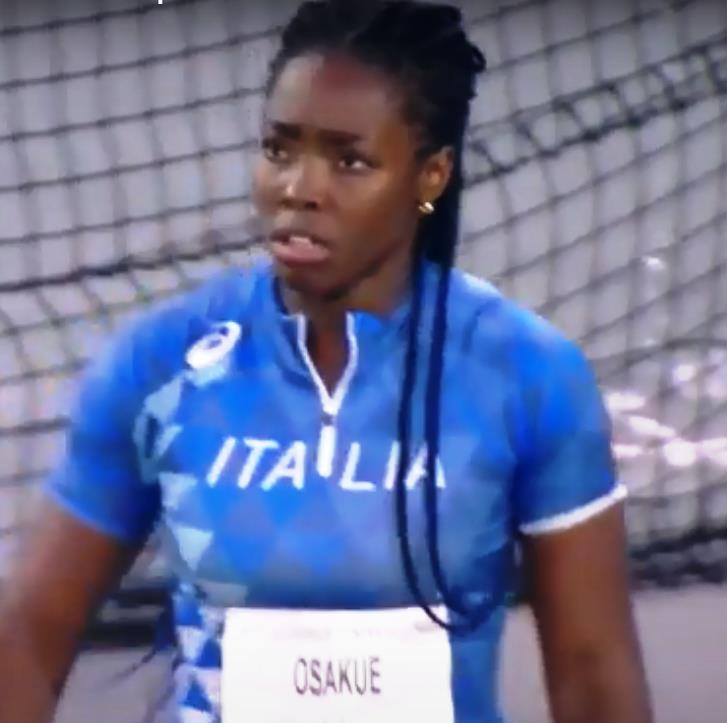
Daisy Osakue – ausgeschieden mit 56,54 m
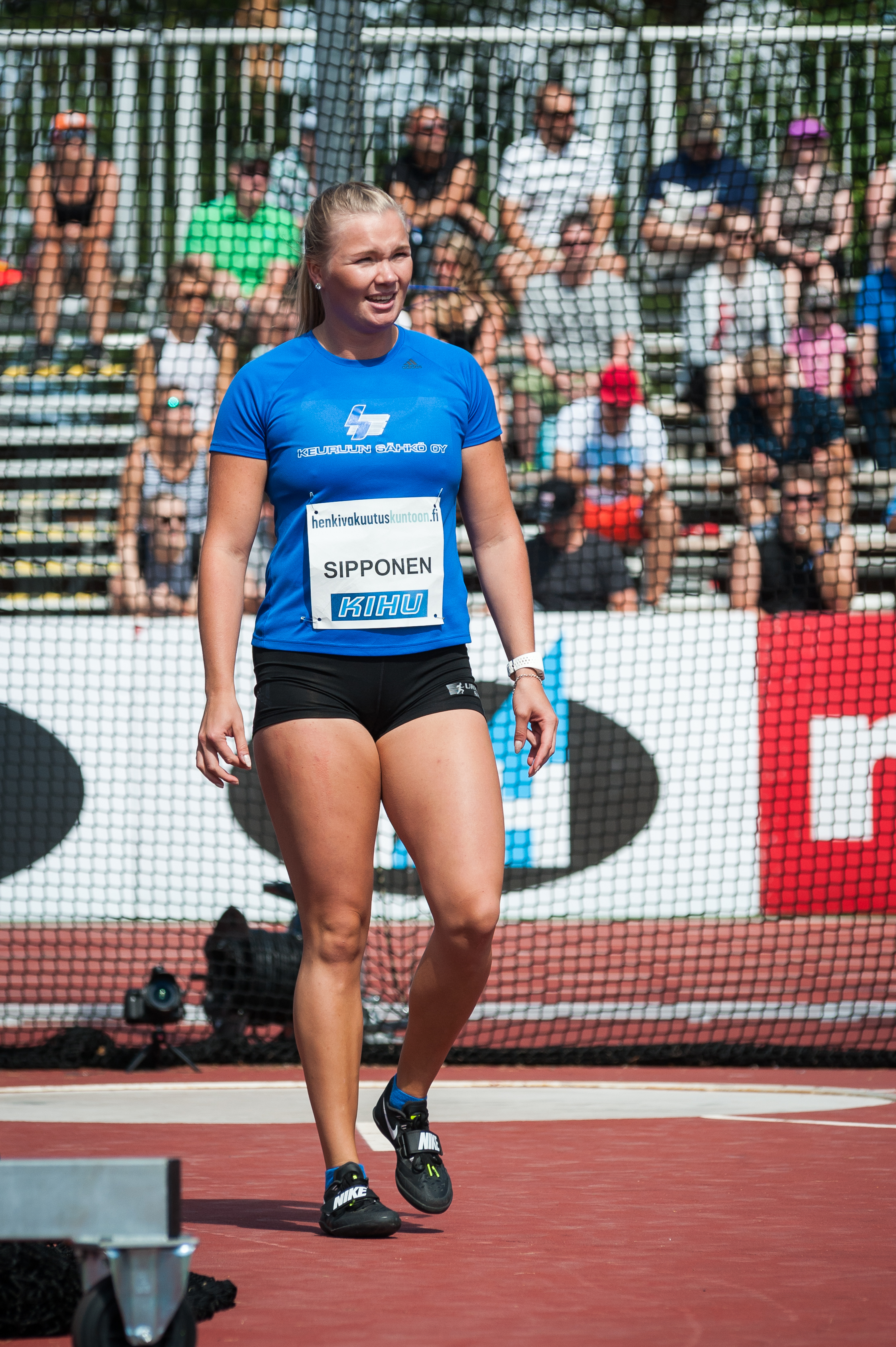
Salla Sipponen, Gruppe A – 56,47 m

15. August 2022, 18:16 Uhr MESZ
| Platz | Name                 | Nation         | Resultat (m) | 1. Versuch (m) | 2. Versuch (m) | 3. Versuch (m) |
| 1     | Sandra Perković      | Kroatien       | 65,94        | 62,67          | x              | 65,94          |
| 2     | Claudine Vita        | Deutschland    | 63,51        | 62,59          | 62,77          | 63,51          |
| 3     | Shanice Craft        | Deutschland    | 62,64        | 60,89          | 60,57          | 62,64          |
| 4     | Jorinde van Klinken  | Niederlande    | 62,18        | x              | x              | 62,18          |
| 5     | Mélina Robert-Michon | Frankreich     | 58,85        | 58,85          | 56,59          | 54,22          |
| 6     | Jade Lally           | Großbritannien | 57,68        | 56,55          | 57,19          | 57,68          |
| 7     | Irina Rodrigues      | Portugal       | 57,04        | 56,23          | 57,04          | x              |
| 8     | Daria Zabawska       | Polen          | 56,54        | 54,60          | 56,54          | x              |
| 9     | Daisy Osakue         | Italien        | 56,54        | 56,54          | x              | x              |
| 10    | Salla Sipponen       | Finnland       | 56,47        | x              | 53,29          | 56,47          |
| 11    | Dragana Tomašević    | Serbien        | 55,51        | x              | 53,29          | 55,51          |
| 12    | Androniki Lada       | Zypern         | 52,80        | 52,80          | 48,91          | 49,82          |
| 13    | Vanessa Kamga        | Schweden       | 51,66        | x              | 51,66          | 49,32          |

### Gruppe B

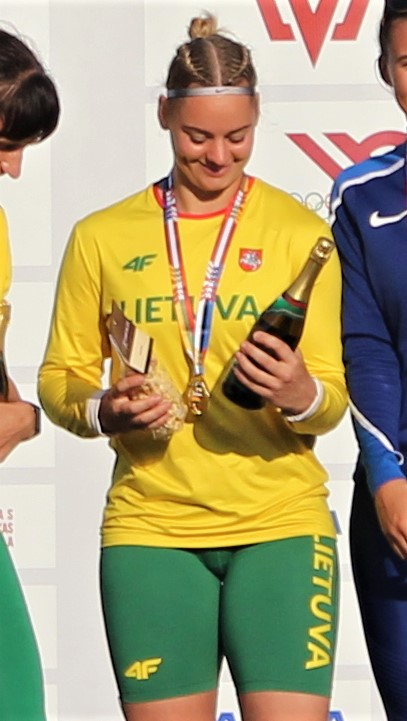
Ieva Zarankaitė – ausgeschieden mit 56,85 m
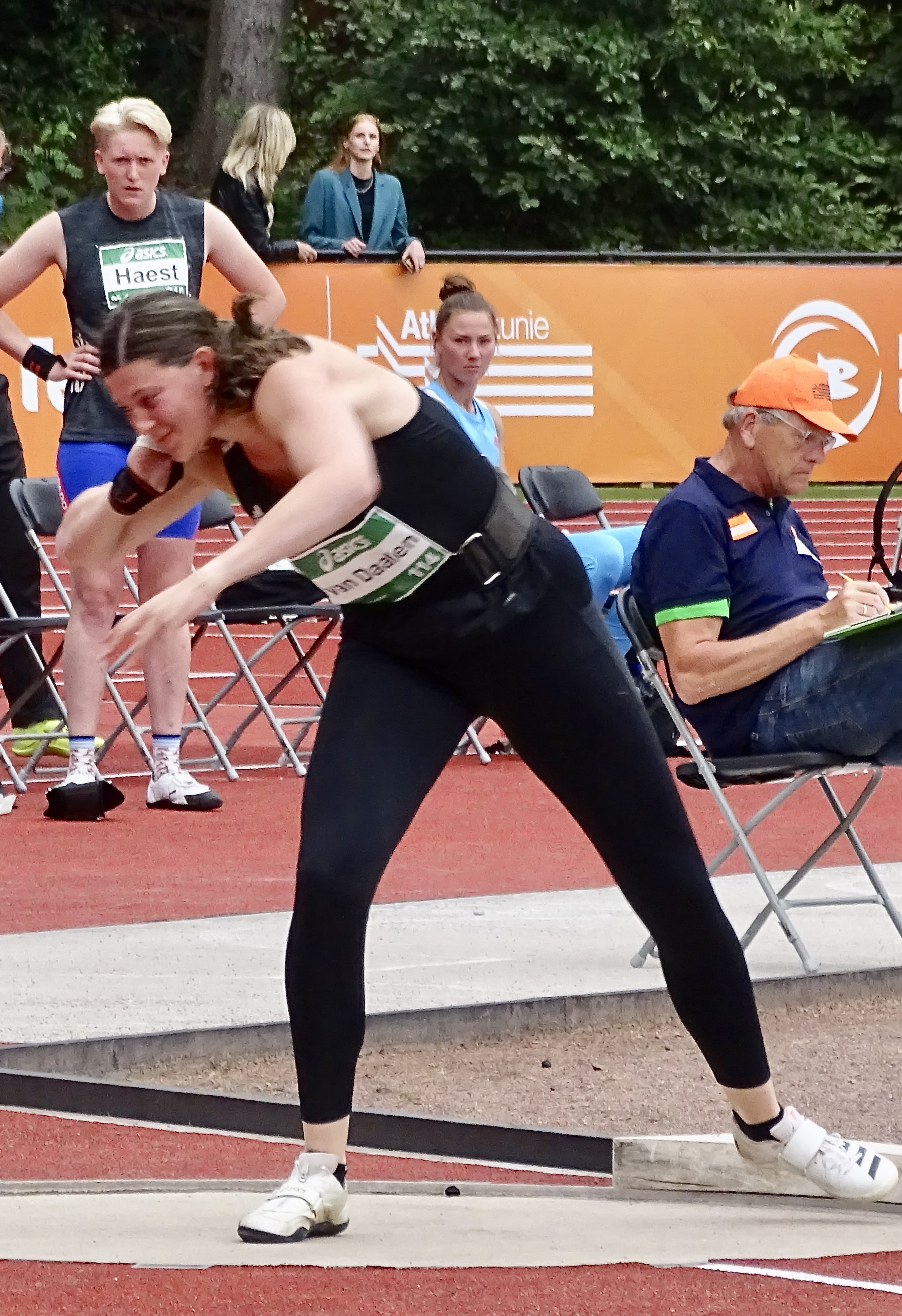
Alida van Daalen – ausgeschieden mit 56,05 m
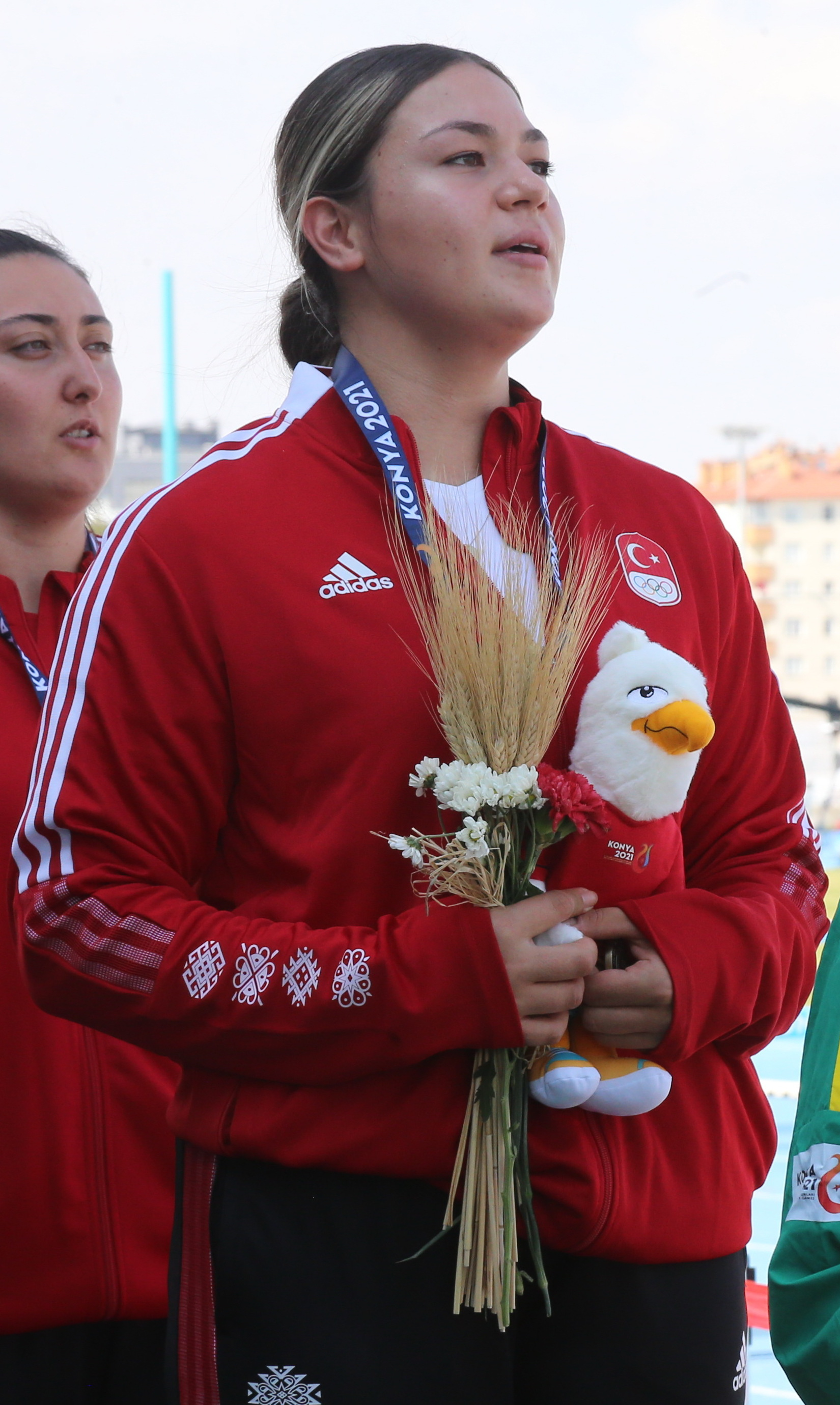
Özlem Becerek – ausgeschieden mit 56,01 m

15. August 2022, 20:12 Uhr MESZ
| Platz | Name                      | Nation         | Resultat (m) | 1. Versuch (m) | 2. Versuch (m) | 3. Versuch (m) |
| 1     | Liliana Cá                | Portugal       | 65,21        | 58,60          | 62,78          | 65,21          |
| 2     | Kristin Pudenz            | Deutschland    | 64,25        | 64,25          | –              | –              |
| 3     | Marija Tolj               | Kroatien       | 62,51        | 54,75          | 60,84          | 62,51          |
| 4     | Lisa Brix Pedersen        | Dänemark       | 59,40        | 57,46          | 52,46          | 59,40          |
| 5     | Chrysoula Anagnostopoulou | Griechenland   | 58,13        | 58,13          | 53,81          | 55,57          |
| 6     | Stefania Strumillo        | Italien        | 56,90        | 56,90          | 55,43          | 54,93          |
| 7     | Ieva Zarankaitė           | Litauen        | 56,85        | 55,22          | 55,66          | 56,85          |
| 8     | Alida van Daalen          | Niederlande    | 56,05        | x              | 56,05          | x              |
| 9     | Özlem Becerek             | Türkei         | 56,01        | 52,78          | 56,01          | x              |
| 10    | Kirsty Law                | Großbritannien | 54,83        | 52,31          | 54,83          | x              |
| 11    | Amanda Ngandu-Ntumba      | Frankreich     | 54,70        | x              | 53,00          | 54,70          |
| 12    | Karolina Urban            | Polen          | 54,33        | 54,33          | 50,38          | 53,82          |

## Finale
16. August 2022, 20:55 Uhr MESZ
| Platz | Name                      | Nation         | Resultat (m) | 1. Versuch (m) | 2. Versuch (m) | 3. Versuch (m) | 4. Versuch (m)                              | 5. Versuch (m)                              | 6. Versuch (m)                              |
| 1     | Sandra Perković           | Kroatien       | 67,95        | x              | 65,77          | x              | x                                           | 67,95                                       | x                                           |
| 2     | Kristin Pudenz            | Deutschland    | 67,87        | 62,44          | 65,05          | 66,93          | x                                           | 67,87                                       | 63,68                                       |
| 3     | Claudine Vita             | Deutschland    | 65,20        | 63,24          | 63,21          | 65,20          | 65,12                                       | 63,73                                       | 63,97                                       |
| 4     | Jorinde van Klinken       | Niederlande    | 64,43        | 64,03          | x              | 59,53          | x                                           | 64,43                                       | x                                           |
| 5     | Liliana Cá                | Portugal       | 63,67        | 63,67          | 61,70          | 63,38          | x                                           | x                                           | x                                           |
| 6     | Marija Tolj               | Kroatien       | 63,37        | 57,57          | x              | 55,73          | x                                           | 63,37                                       | 61,67                                       |
| 7     | Shanice Craft             | Deutschland    | 62,78        | 62,55          | 62,11          | 62,64          | 61,97                                       | 62,78                                       | x                                           |
| 8     | Mélina Robert-Michon      | Frankreich     | 60,60        | 56,99          | 57,89          | 60,60          | x                                           | x                                           | x                                           |
| 9     | Jade Lally                | Großbritannien | 57,08        | 54,83          | 56,56          | 57,08          | nicht im Finale der besten acht Werferinnen | nicht im Finale der besten acht Werferinnen | nicht im Finale der besten acht Werferinnen |
| 10    | Lisa Brix Pedersen        | Dänemark       | 57,02        | 55,72          | 56,05          | 57,02          | nicht im Finale der besten acht Werferinnen | nicht im Finale der besten acht Werferinnen | nicht im Finale der besten acht Werferinnen |
| 11    | Irina Rodrigues           | Portugal       | 56,23        | 54,85          | 54,07          | 56,23          | nicht im Finale der besten acht Werferinnen | nicht im Finale der besten acht Werferinnen | nicht im Finale der besten acht Werferinnen |
| 12    | Chrysoula Anagnostopoulou | Griechenland   | 56,10        | x              | 55,06          | 56,10          | nicht im Finale der besten acht Werferinnen | nicht im Finale der besten acht Werferinnen | nicht im Finale der besten acht Werferinnen |

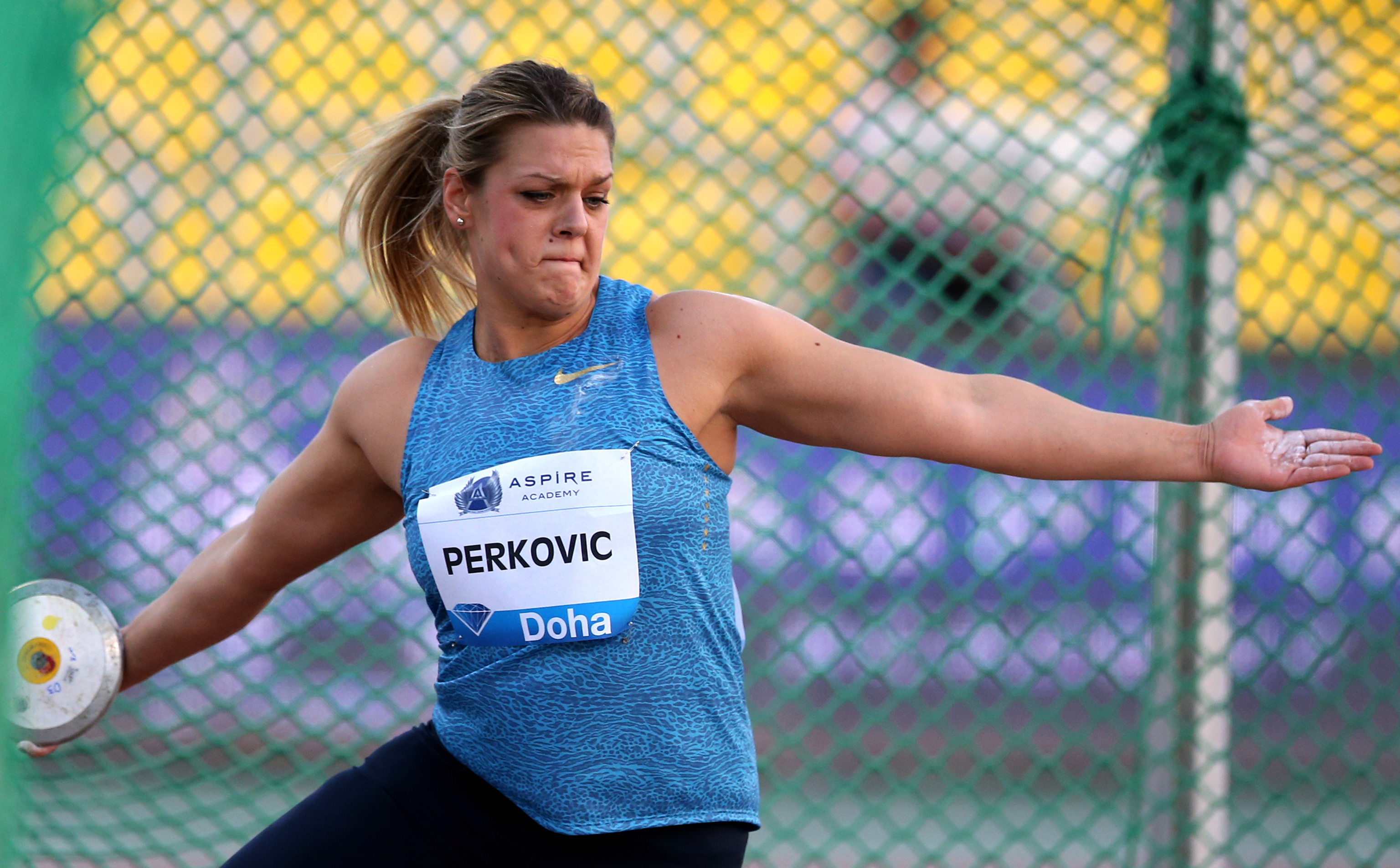
Sandra Perković mit ihrem sechsten EM-Titel in Folge

Die Konkurrenz entwickelte sich zu einem Zweikampf zwischen der Deutschen Kristin Pudenz, die bei den Weltmeisterschaften im Monat zuvor als Elfte enttäuscht hatte, und der kroatischen Seriensiegerin Sandra Perković, die hier ihren sechsten EM-Titel in Folge anpeilte.
Zunächst setzte sich die niederländische Bronzemedaillengewinnerin im Kugelstoßen Jorinde van Klinken mit ihrem ersten Wurf auf 64,03 m an die Spitze des Feldes. Es folgte die Portugiesin Liliana Cá mit 63,67 m vor den drei Deutschen Claudine Vita (63,24 m), Shanice Craft (62,55 m) und Pudenz (62,44 m).
In Runde zwei erzielte Perković nach einem ungültigen ersten Versuch 65,77 m, womit sie die Führung übernahm. Pudenz setzte sich mit 65,05 m auf den zweiten Platz. Die Deutsche ließ anschließend 66,93 m folgen und führte damit die Konkurrenz an. Vita gelangen in diesem dritten Durchgang 65,20 m, was sie auf den Bronzerang brachte.
Entscheidendes tat sich dann in der fünften Versuchsserie. Zunächst steigerte sich die Kroatin Marija Tolj auf 63,67 m. Damit war sie hinter Cá Sechste. Van Klinken gelang ihr weitester Wurf auf 64,43 m, womit sie allerdings auf Rang vier blieb. Pudenz steigerte sich weiter auf 67,87 m. Doch nun konterte Perković. Mit einer Verbesserung auf 67,95 m überflügelte sie Pudenz um acht Zentimeter. Damit war die endgültige Reihenfolge erreicht, denn im letzten Durchgang gab es keine Veränderungen mehr.
So wurde Sandra Perković zum sechsten Mal in Folge Europameisterin. Kristin Pudenz gewann um acht Zentimeter geschlagen die Silbermedaille und Bronze gab es für Claudine Vita. Die Ränge vier bis sechs belegten in dieser Reihenfolge Jorinde van Klinken, Liliana Cá und Marija Tolj.

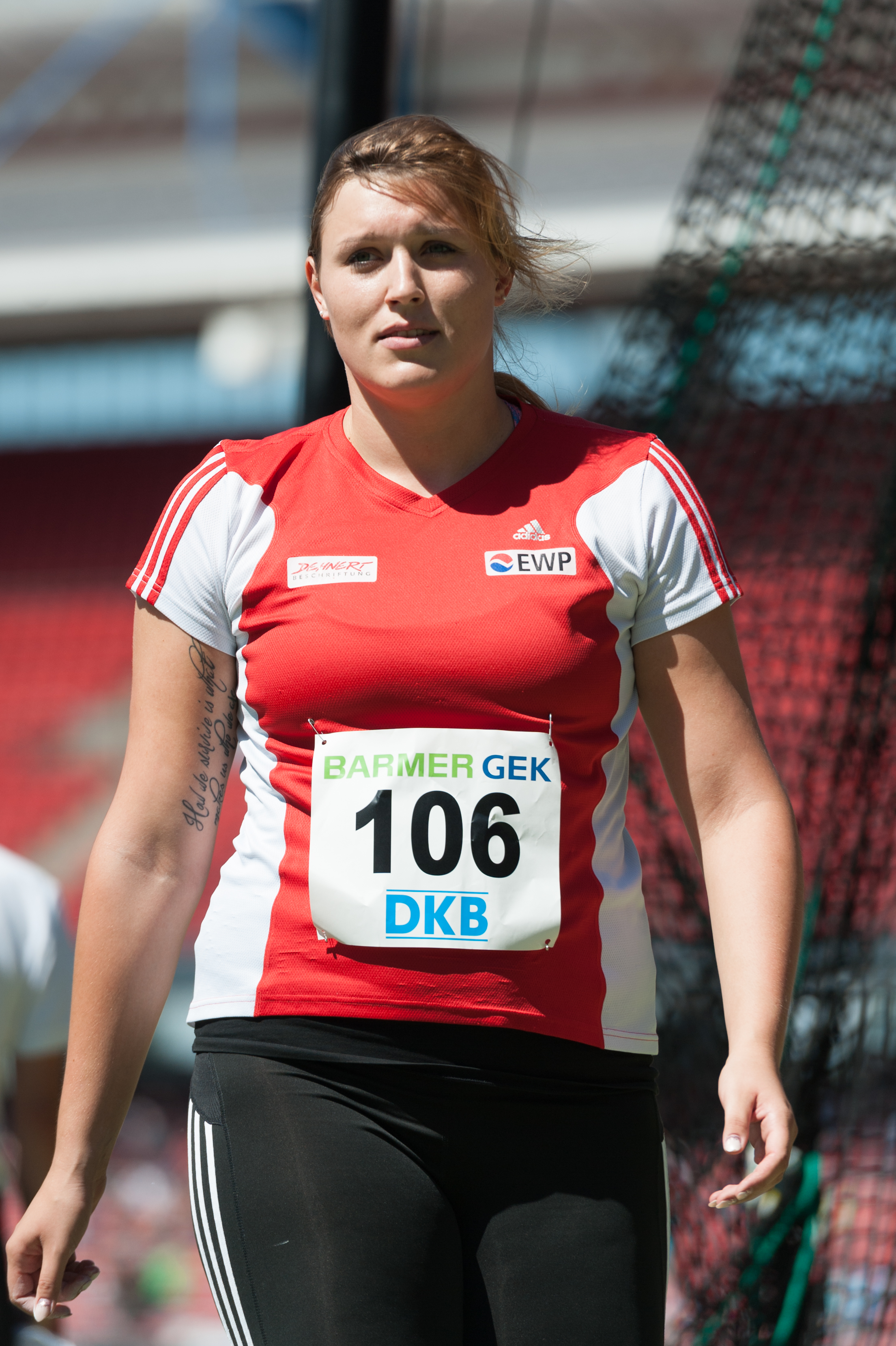
Vizeeuropameisterin Kristin Pudenz
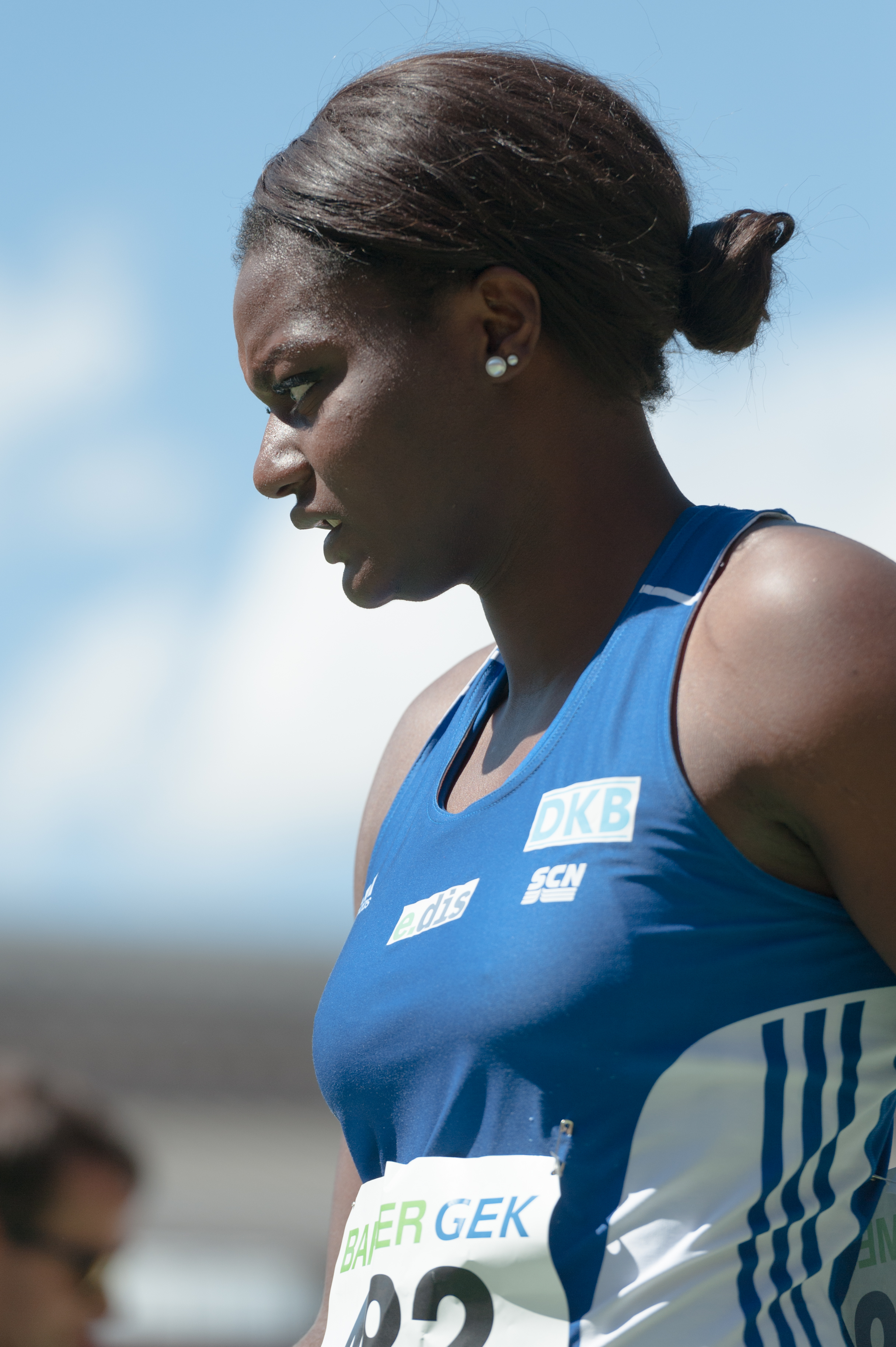
Bronzemedaillengewinnerin Claudine Vita
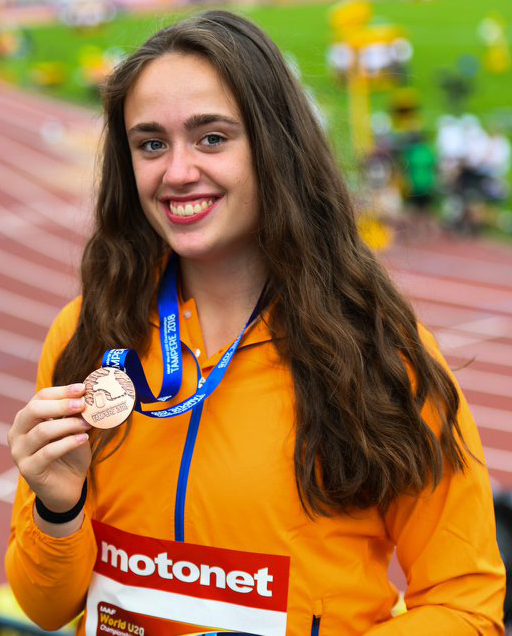
Die Kugelstoß-Dritte Jorinde van Klinken kam auf den vierten Platz
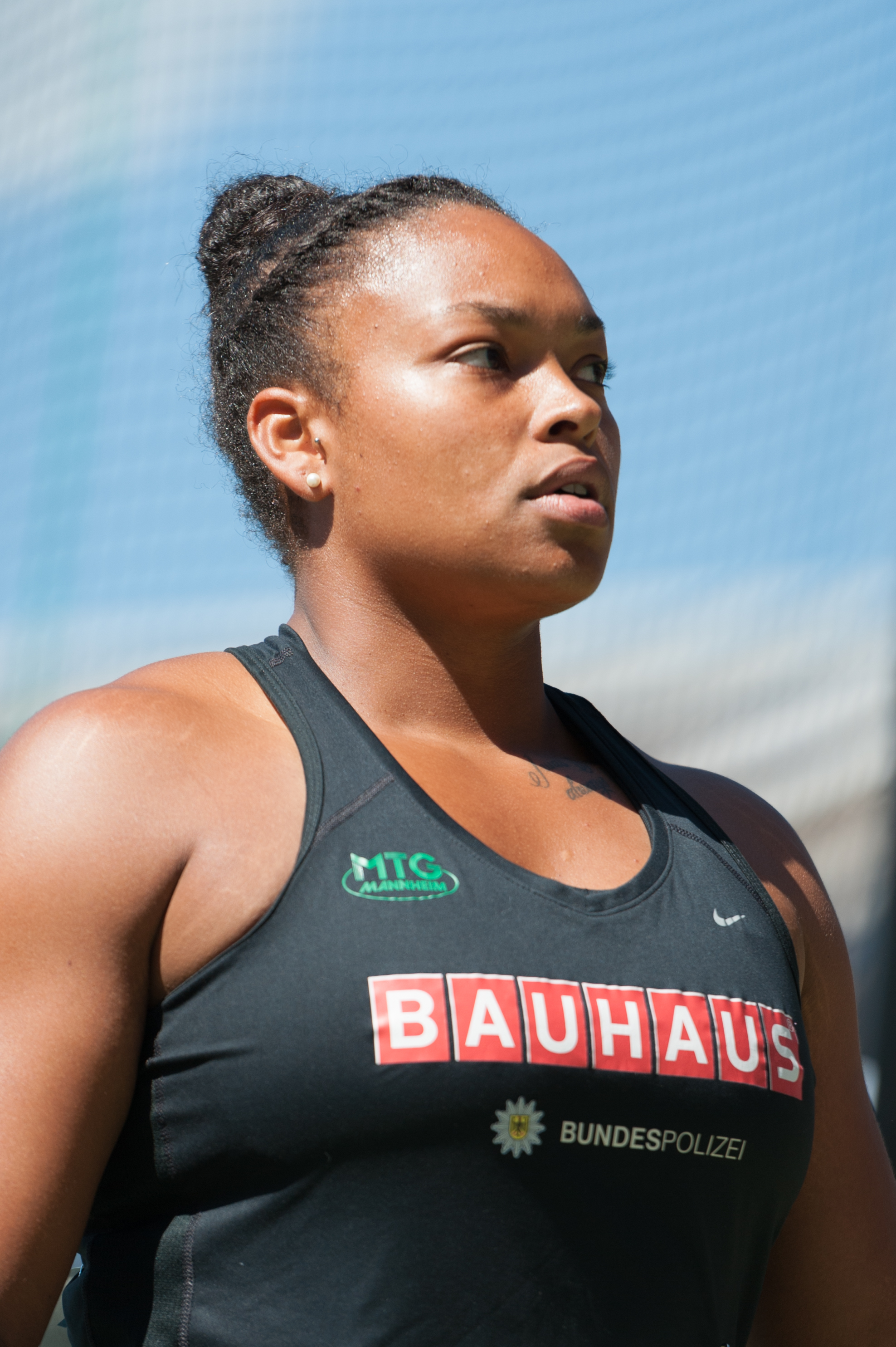
Rang sieben für Shanice Craft

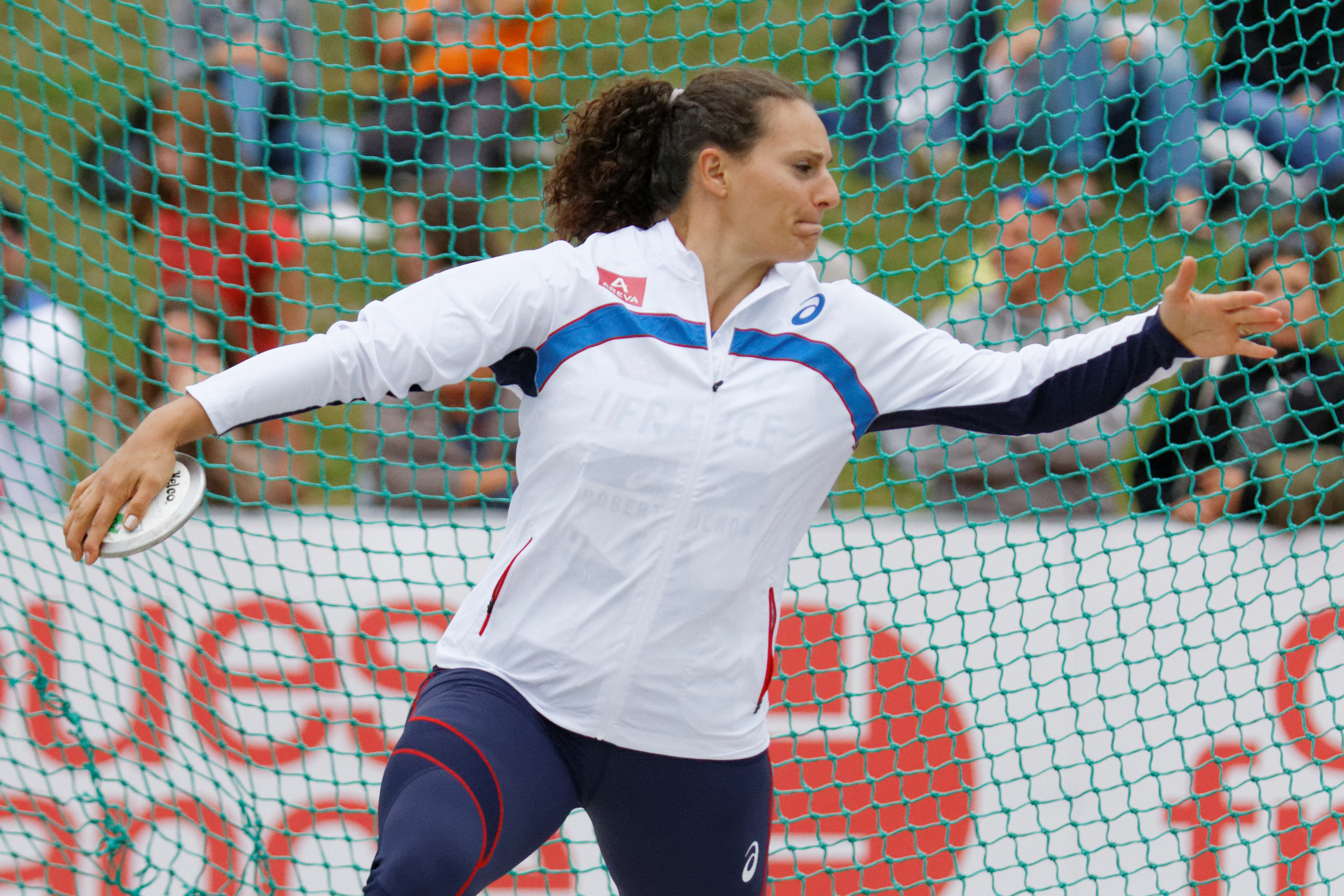
Die mehrfache Medaillengewinnerin bei Olympischen Spielen, Welt- und Europameisterschaften Mélina Robert-Michon erreichte Platz acht
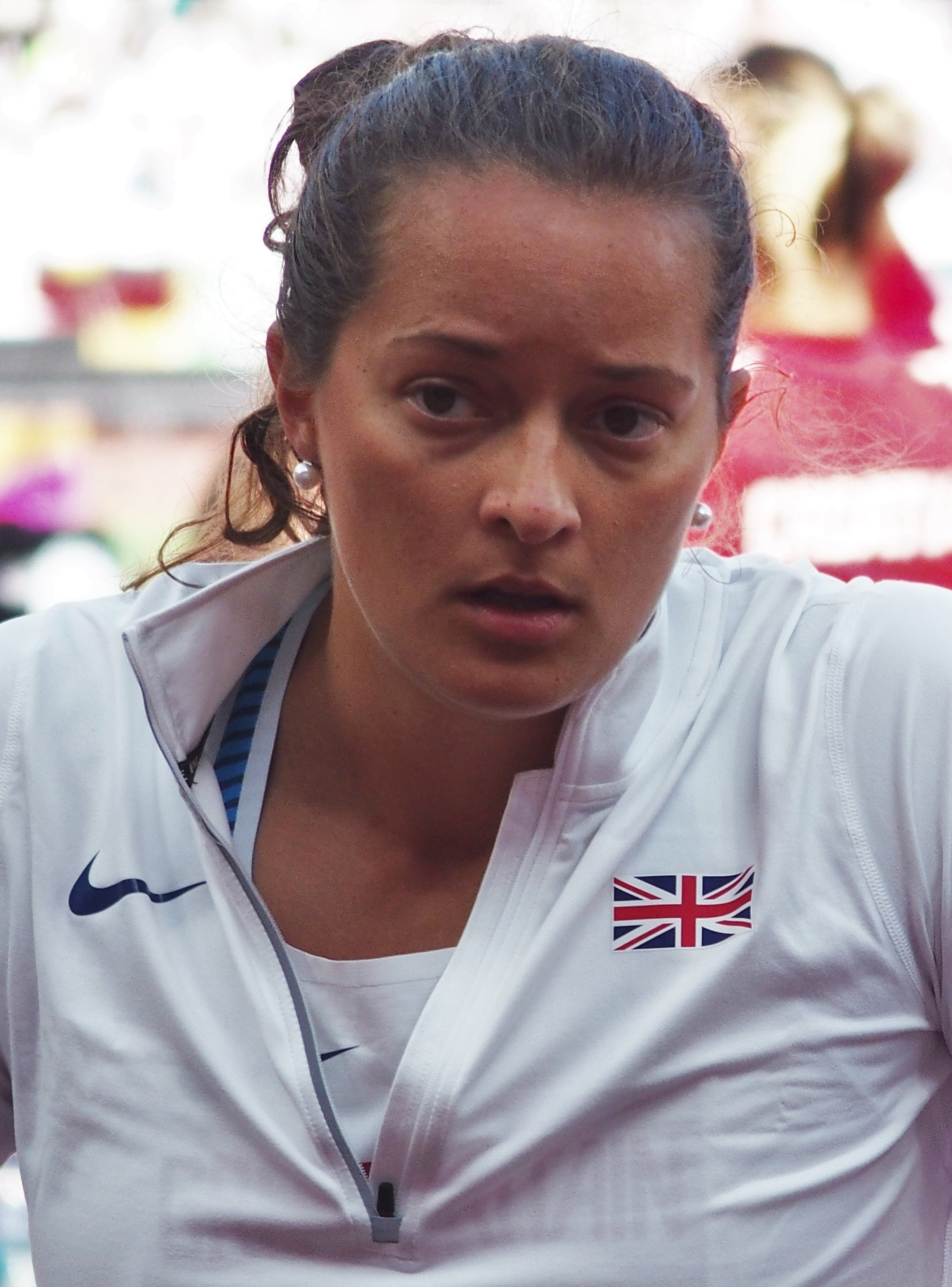
Jade Lally belegte Rang neun
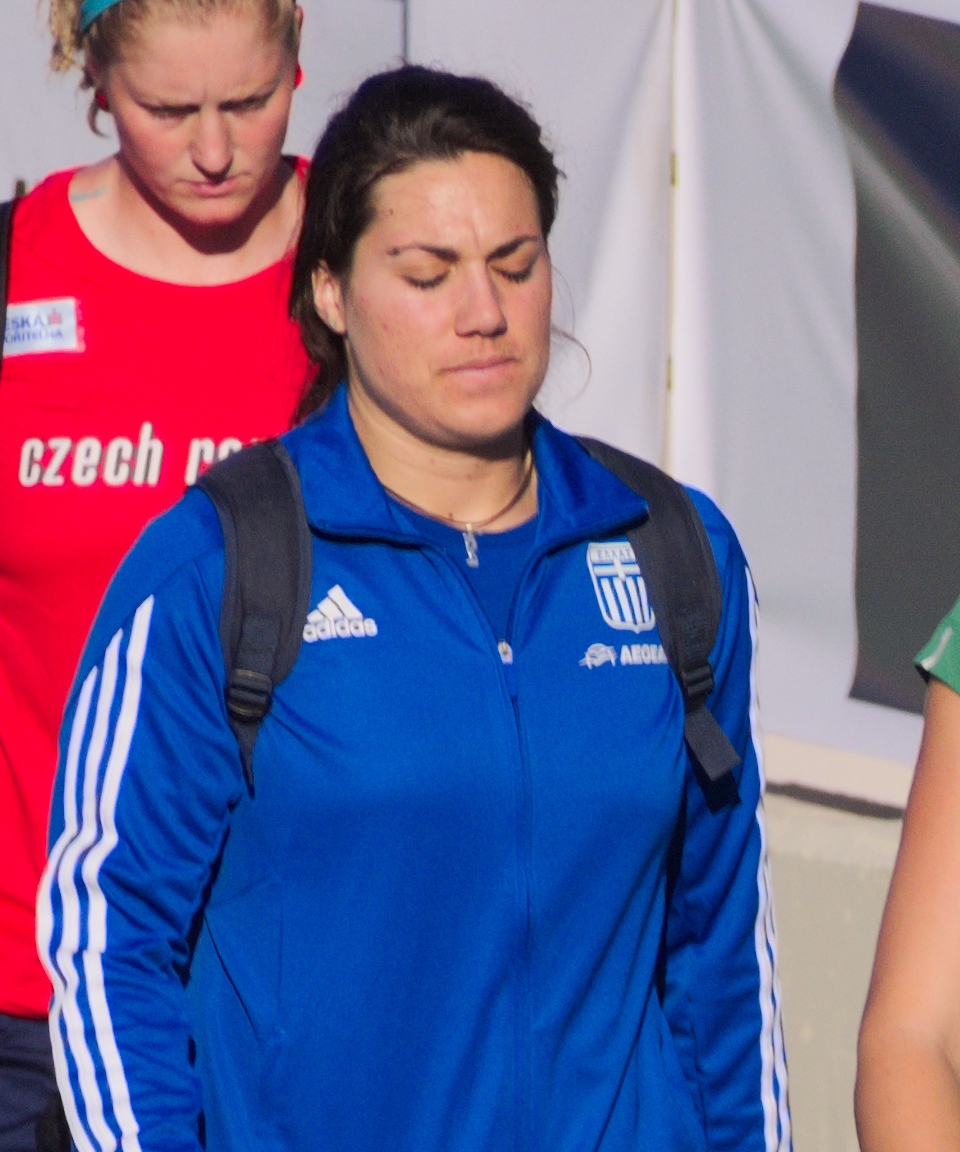
Die zwölftplatzierte Chrysoula Anagnostopoulou

## Videolink
- sandra perkovic european Champion discus throw 67;95 m in Munich 2022, youtube.com, abgerufen am 9. April 2023